# Operacja Frequent Wind
Operacja Frequent Wind – operacja wojskowa, której celem była ewakuacja drogą powietrzną Amerykanów oraz niektórych południowych Wietnamczyków z Sajgonu, stolicy Wietnamu Południowego, przed przejęciem miasta przez Wietnamską Armię Ludową i Vietcong. Operację przeprowadzono w dniach 29–30 kwietnia 1975 roku, w ostatnich dniach wojny wietnamskiej. W jej ramach ponad 7000 osób zostało ewakuowanych helikopterami z różnych punktów Sajgonu.
Plany ewakuacji istniały już wcześniej jako standardowa procedura w amerykańskiej ambasadzie i innych placówkach dyplomatycznych. Wskutek rozpoczęcia ofensywy wiosennej wojsk komunistycznych z północny na początku marca stałopłaty rozpoczęły ewakuację ludności cywilnej z lotniska Tân Sơn Nhất pod Sajgonem. Do połowy kwietnia były już gotowe plany awaryjne i trwały przygotowania do ewakuacji śmigłowcowej. Gdy nieuchronny upadek Sajgonu stał się oczywisty, flota ewakuacyjna pod kryptonimem Task Force 76 zebrała się u wybrzeży Wietnamu na wodach Morza Południowochińskiego w pobliżu Vũng Tàu, aby zabezpieczyć ewakuację śmigłowcową i w razie potrzeby zapewnić wsparcie lotnicze. To drugie nie było jednak potrzebne, ponieważ komuniści zatrzymali się na tydzień na obrzeżach Sajgonu, prawdopodobnie czekając na upadek rządu południowowietnamskiego i unikając możliwej konfrontacji z wojskami amerykańskimi, tym samym pozwalając na ewakuację Amerykanów z Sajgonu praktycznie bez oporu.
28 kwietnia baza lotnicza Tân Sơn Nhứt (przylegająca do lotniska cywilnego Tân Sơn Nhất) znalazła się pod ostrzałem artyleryjskim i została zaatakowana przez samoloty Ludowych Sił Powietrznych Wietnamu. Ewakuacja stałopłatami stała się od tej pory niemożliwa i została zakończona, wobec czego przystąpiono do przeprowadzenia operacji Frequent Wind. Ewakuacja miała miejsce głównie z siedziby amerykańskiego attaché wojskowego w Sajgonie i rozpoczęła się około godz. 14:00 29 kwietnia, a zakończyła się w nocy z 29 na 30 kwietnia; w czasie tego etapu operacji niektóre południowowietnamskie i amerykańskie śmigłowce zostały lekko uszkodzone ogniem broni ręcznej. Ambasada USA w Sajgonie początkowo miała być jedynie drugorzędnym punktem ewakuacji, przeznaczonym wyłącznie dla personelu ambasady, lecz wkrótce została ona zalana przez domagających się ewakuacji, zdesperowanych Wietnamczyków. Ewakuacja ambasady została zakończona 30 kwietnia o godz. 7:53, lecz niektórzy Amerykanie zdecydowali się pozostać w Sajgonie lub nie mogli już zostać ewakuowani z powodu wkroczenia armii północnowietnamskiej do miasta, podobnie jak około 400 obywateli państw trzecich.
Wraz z dokonującym się upadkiem Wietnamu Południowego liczne łodzie i statki odpłynęły, a śmigłowce i ostatnie stałopłaty Sił Powietrznych Republiki Wietnamu odleciały w kierunku amerykańskiej floty ewakuacyjnej. Helikoptery zaczęły wkrótce zagracać pokłady okrętów i ostatecznie wiele z nich musiało zostać wypchniętych za burtę, aby inne mogły wylądować. Pilotom niektórych helikopterów rozkazano wysadzić swoich pasażerów, a następnie wystartować i wodować na morzu, skąd zostali uratowani. W sumie w ramach operacji Frequent Wind 1373 Amerykanów oraz 5595 Wietnamczyków i obywateli krajów trzecich zostało ewakuowanych helikopterami. Całkowita liczba Wietnamczyków ewakuowanych w ramach różnych operacji pod koniec wojny wietnamskiej lub uciekających do Stanów Zjednoczonych na własną rękę i zarejestrowanych jako uchodźcy w USA wyniosła 138 869.
Operacja ta była debiutem bojowym samolotu F-14 Tomcat. Była to też największa ewakuacja śmigłowcowa w historii.